# Fréchet-Ableitung
Die Fréchet-Ableitung (nach Maurice René Fréchet) verallgemeinert den Begriff der Ableitung aus der üblichen Differentialrechnung im {\displaystyle \mathbb {R} ^{n}} auf normierte Räume. Bei Abbildungen zwischen endlichdimensionalen Räumen ergibt sich aus diesem Differenzierbarkeitsbegriff der übliche Begriff der totalen Differenzierbarkeit.

## Definition

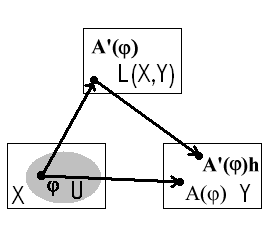
Beziehung der drei Abbildungen

Es seien {\displaystyle (X,\|{\cdot }\|_{X})} und {\displaystyle (Y,\|{\cdot }\|_{Y})} zwei normierte Räume und {\displaystyle U\subset X} eine offene Teilmenge. Ein Operator {\displaystyle A\colon U\to Y} heißt Fréchet-differenzierbar an der Stelle {\displaystyle \varphi \in U}, wenn es einen beschränkten linearen Operator {\displaystyle A'(\varphi )\colon X\to Y} derart gibt, dass
{\displaystyle \lim _{\|h\|_{X}\to 0}\;\;\,{\frac {1}{\|h\|_{X}}}\,\left\|A(\varphi +h)-A(\varphi )-A'(\varphi )h\right\|_{Y}=0}
gilt. Der Operator {\displaystyle A'(\varphi )} heißt Fréchet-Ableitung von {\displaystyle A} an der Stelle {\displaystyle \varphi }. Existiert die Fréchet-Ableitung für alle {\displaystyle \varphi \in U}, dann heißt die Abbildung {\displaystyle A'\colon U\to L(X,Y)} mit {\displaystyle \varphi \mapsto A'(\varphi )} die Fréchet-Ableitung von {\displaystyle A} auf {\displaystyle U}. Mit {\displaystyle L(X,Y)} wird der Raum der stetigen linearen Abbildungen von {\displaystyle X} nach {\displaystyle Y} bezeichnet.
Hinweis zur Notation: Im klassischen Fall für {\displaystyle f:\mathbb {R} ^{n}\to \mathbb {R} ^{m}} wird meist der Repräsentant {\displaystyle f'(x_{0})\in \mathbb {R} ^{n\times m}} des Ableitungsoperators Ableitung genannt. Hier wird aber der daraus resultierende lineare Operator {\displaystyle x\mapsto f'(x_{0})\,x} Ableitung genannt. Bspw. für eine lineare Funktion {\displaystyle f(x)=C\,x} ist der Ableitungsoperator {\displaystyle x\mapsto f'(x_{0})x=C\,x=f(x)}, aber es gilt trotzdem {\displaystyle f'(x_{0})\neq f(x_{0})}.

### Äquivalente Definition
Eine äquivalente Definition ist:
Zu jedem {\displaystyle \varepsilon >0} gibt es ein {\displaystyle \delta >0} so, dass für alle {\displaystyle h\in X} mit {\displaystyle \|h\|\leq \delta } gilt
{\displaystyle \|A(\varphi +h)-A(\varphi )-A'(\varphi )h\|_{Y}\leq \varepsilon \|h\|_{X}}.
Dies lässt sich auch kurz mit Hilfe der Landau-Symbole schreiben:
{\displaystyle A(\varphi +h)-A(\varphi )=A'(\varphi )h+o(\|h\|_{X})} für {\displaystyle h\to 0}.

## Beispiele

### Lineare Operatoren
Für endlichdimensionale normierte Räume {\displaystyle X,Y} sind alle linearen Operatoren {\displaystyle A\colon X\to Y} Fréchet-differenzierbar mit konstanter Ableitung. An jedem Punkt ist der Ableitungsoperator der lineare Operator selbst: {\displaystyle A'(\varphi )=A} für alle {\displaystyle \varphi \in X}, da sofort gilt: {\displaystyle A(\varphi +h)-A(\varphi )-A'(\varphi )h=0}.
Im unendlichdimensionalen Fall sind unter den linearen Operatoren genau die beschränkten (=stetigen) Fréchet-differenzierbar. Unbeschränkte lineare Operatoren sind nicht Fréchet-differenzierbar.

### Reellwertige Funktionen
Ist {\displaystyle f\colon U\to \mathbb {R} } eine reellwertige Funktion, die auf einer offenen Menge {\displaystyle U\subset \mathbb {R} ^{n}} definiert ist, und besitzt {\displaystyle f} stetige partielle Ableitungen, dann ist {\displaystyle f} auch Fréchet-differenzierbar. Die Ableitung an der Stelle {\displaystyle x} wird durch den üblichen Gradienten von {\displaystyle f} gegeben gemäß:
{\displaystyle f'(x)\colon h\mapsto {\mbox{grad}}f(x)\cdot h=\sum \limits _{i=1}^{n}{\frac {\partial f}{\partial x_{i}}}(x)\,h_{i}}
Dieses Beispiel zeigt den Zusammenhang zur üblichen Differentialrechnung im {\displaystyle \mathbb {R} ^{n}}. Die Fréchet-Ableitung ist also tatsächlich eine Verallgemeinerung der Differentialrechnung für normierte Räume.

### Integraloperator
Sei {\displaystyle J=[a,b]\subset \mathbb {R} }, {\displaystyle k\colon J\times J\to \mathbb {R} } stetig und {\displaystyle f\colon J\times \mathbb {R} \to \mathbb {R} } stetig und im zweiten Argument stetig differenzierbar. Der nichtlineare Integraloperator {\displaystyle F\colon C(J)\to C(J)} definiert durch
{\displaystyle (Fx)(t)=\int _{a}^{b}k(t,s)f(s,x(s))\mathrm {d} s}
ist fréchet-differenzierbar. Seine Ableitung {\displaystyle F^{\prime }} lautet
{\displaystyle (F^{\prime }(x)h)(t)=\int _{a}^{b}k(t,s){\frac {\partial f}{\partial x}}(s,x(s))\,h(s)\mathrm {d} s.}
Aufgrund des Mittelwertsatzes der Differentialrechnung gilt nämlich
{\displaystyle f(s,x(s)+h(s))-f(s,x(s))={\frac {\partial f}{\partial x}}(s,x(s)+\rho (s)h(s))\,h(s)}
mit {\displaystyle 0<\rho (s)<1} und wegen der gleichmäßigen Stetigkeit von {\displaystyle {\tfrac {\partial f}{\partial x}}} auf {\displaystyle J\times \{z\in \mathbb {R} :|z|\leq \sup |x|+1\}} gilt
{\displaystyle \sup _{s\in J}\left|{\frac {\partial f}{\partial x}}(s,x(s)+\rho (s)h(s))-{\frac {\partial f}{\partial x}}(s,x(s))\right|\leq \epsilon }
für {\displaystyle \sup |h|\leq \delta }. Für {\displaystyle \sup |h|\leq \delta } gilt also
{\displaystyle \sup \left|F(x+h)-F(x)-\int _{a}^{b}k(\cdot ,s){\frac {\partial f}{\partial x}}(s,x(s))h(s)\mathrm {d} s\right|\leq \epsilon \,\sup |h|\,\max _{(t,s)\in J\times J}|k(t,s)|(b-a),}
was die Darstellung der Ableitung beweist.

## Rechenregeln
Es lassen sich die üblichen Rechenregeln für die totale Ableitung im {\displaystyle \mathbb {R} ^{n}} auch für die Fréchet-Ableitung zeigen. Folgende Gleichungen gelten, sofern sie im Sinne obiger Definition sinnvoll sind, insbesondere also die vorkommenden Abbildungen an den entsprechenden Stellen differenzierbar sind:
- {\displaystyle (A+B)'(\varphi )=A'(\varphi )+B'(\varphi )}
- {\displaystyle (\lambda A)'(\varphi )=\lambda A'(\varphi )}.
- Kettenregel: {\displaystyle (A\circ B)'(\varphi )=(A'\circ B)(\varphi )\,B'(\varphi )}. Das Produkt {\displaystyle (A'\circ B)(\varphi )\,B'(\varphi )} ist hierbei im Sinne der Multiplikation (Hintereinanderausführung) linearer Abbildungen zu verstehen.
- Ist {\displaystyle A} ein stetiger, linearer Operator, so ist A überall differenzierbar und es gilt {\displaystyle A'(\varphi )=A}. Zusammen mit der Kettenregel ergibt sich daraus die Folgerung, dass man stetige, lineare Operatoren aus der Ableitung herausziehen darf: {\displaystyle (A\circ B)'(\varphi )=A\,B'(\varphi )} und {\displaystyle (B\circ A)'(\varphi )=B'(A(\varphi ))\,A}.
- Produktregel: Ist {\displaystyle A:X_{1}\times \ldots \times X_{n}\to Y} eine stetige, n-fach lineare Abbildung, so ist {\displaystyle A'(\varphi _{1},\ldots ,\varphi _{n}):(h_{1},\ldots ,h_{n})\mapsto A(h_{1},\varphi _{2},\ldots ,\varphi _{n})+\ldots +A(\varphi _{1},\ldots ,\varphi _{n-1},h_{n})}

## Zusammenhang zwischen Fréchet- und Gâteaux-Ableitung
Sei {\displaystyle A} an der Stelle {\displaystyle \varphi } Fréchet-differenzierbar, dann existiert für jede beliebige Richtung {\displaystyle h\in X} das Gâteaux-Differential {\displaystyle \delta A(\varphi ,h)} und es gilt:
{\displaystyle \delta A(\varphi ,h)=A'(\varphi )h}.
Die Umkehrung gilt im Allgemeinen nicht.
Außerdem existiert dann die Gâteaux-Ableitung von {\displaystyle A} an der Stelle {\displaystyle \varphi }, die im Folgenden mit {\displaystyle A'_{s}(\varphi )} bezeichnet wird, und es gilt:
{\displaystyle A'_{s}(\varphi )=A'(\varphi )}.
Auch hier gilt die Umkehrung im Allgemeinen nicht. Unter folgenden Bedingungen gilt auch die Umkehrung:
Falls {\displaystyle A} in einer Umgebung {\displaystyle U} von {\displaystyle \varphi } Gâteaux-differenzierbar ist, das heißt das Gâteaux-Differential in jedem Punkt der Umgebung stetig und linear ist, und die Abbildung
{\displaystyle A'_{s}(.)\colon U\to {\mathcal {L}}(X,Y)} gegeben durch {\displaystyle \psi \mapsto A'_{s}(\psi )}
im Punkt {\displaystyle \varphi } stetig ist bezüglich der Operatornorm auf {\displaystyle {\mathcal {L}}(X,Y)}, so ist {\displaystyle A} im Punkt {\displaystyle \varphi } Fréchet-differenzierbar.
Diese Bedingung ist nicht notwendig. Etwa existieren schon im Eindimensionalen total differenzierbare Funktionen, die nicht stetig differenzierbar sind.

## Anwendungsbeispiel
Die Fréchet-Ableitung kann z. B. zur Lösung sogenannter inverser Randwertprobleme im Rahmen eines Newton-Verfahrens verwendet werden. Als Beispiel für diese Anwendung betrachten wir ein inverses Randwertproblem zur Laplace-Gleichung:
Es sei {\displaystyle D\subset \mathbb {R} ^{2}} ein unbekanntes Gebiet. Wir betrachten das äußere Dirichlet-Problem, bei dem die Randwerte auf {\displaystyle \partial D} durch eine Quelle im Punkt {\displaystyle z\in \mathbb {R} ^{2}\setminus {\bar {D}}} gegeben sind. Dann erfüllt die beschränkte und zweimal stetig differenzierbare Funktion {\displaystyle u} in {\displaystyle \mathbb {R} ^{2}\setminus {\bar {D}}} die Laplace-Gleichung:
{\displaystyle \Delta u=0\quad {\mbox{in}}\,\,\mathbb {R} ^{2}\setminus {\bar {D}}}
und die Dirichlet-Randbedingung:
{\displaystyle u=-\Phi (\cdot ,z)\quad {\mbox{auf}}\,\,\partial D.}
Mit {\displaystyle \Phi } bezeichnen wir die Fundamentallösung zur Laplace-Gleichung, die eine Punktquelle im Punkt {\displaystyle z} beschreibt.
Beim inversen Randwertproblem gehen wir von einem zweiten (bekannten) Gebiet {\displaystyle B\subset \mathbb {R} ^{2}} aus, welches {\displaystyle D} enthält. Auf dem Rand {\displaystyle \partial B} von {\displaystyle B} messen wir die Werte der Lösung {\displaystyle u} des direkten Dirichlet-Problems. Wir kennen also die Spur {\displaystyle u|_{\partial B}}. Unser Ziel ist nun den unbekannten Rand {\displaystyle \partial D} von {\displaystyle D} aus der Kenntnis dieser Spur zu rekonstruieren.
Dieses Problem lässt sich formal durch einen Operator {\displaystyle F} beschreiben, der den unbekannten Rand {\displaystyle \partial D} auf die bekannte Spur {\displaystyle u|_{\partial B}} abbildet. Wir müssen also folgende nichtlineare Gleichung lösen:
{\displaystyle F(\partial D)=u|_{\partial B}}
Diese Gleichung kann z. B. mit Hilfe des Newton-Verfahrens linearisiert werden. Dazu schränken wir uns auf Gebiete {\displaystyle D} ein, dessen Rand wie folgt dargestellt werden kann:
{\displaystyle \displaystyle x(t)=r(t)(\cos(t),\sin(t))}
Wir suchen nun also die unbekannte Radiusfunktion {\displaystyle r}. Die linearisierte Gleichung (das Newton-Verfahren) sieht dann wie folgt aus:
{\displaystyle F(r)+F'(r,q)=u|_{\partial B}}
Hierbei bezeichnet {\displaystyle \displaystyle F'} die Fréchet-Ableitung des Operators {\displaystyle \displaystyle F} (die Existenz der Fréchet-Ableitung für {\displaystyle \displaystyle F} kann gezeigt werden und {\displaystyle \displaystyle F'} kann über ein direktes Randwertproblem bestimmt werden). Diese Gleichung wird dann nach {\displaystyle q} aufgelöst, wobei wir mit {\displaystyle r+q} eine neue Näherung an den unbekannten gesuchten Rand gefunden haben. Anschließend kann mit dieser Näherung das Verfahren iteriert werden.